# Међународни филмски фестивал Фаџр
Међународни филмски фестивал „Фаџр“ (перс. جشنوارهٔ بین‌المللی فیلم فجر) најважнија је и најпрестижнија филмска манифестација у Ирану која се одржава у знак сећања на народну револуцију 1979. године, а која се од 1983. године редовно одржава углавном током фебруара месеца у Техерану. До сада је одржано 36 фестивала, а последњи је одржан од 1. до 11. фебруара 2018. године за домаће учеснике, а од 19. до 27. априла за иностране учеснике. Ову манифестацију организује Кинематографска организација „Фараби“ под надзором Министарства културе и исламске упуте Ирана.

## Историја и активности
Међународни филмски фестивал „Фаџр“ алтернатива је Техеранском међународном филмском фестивалу који се одржавао до револуције 1979. године. Након револуције Техерански међународни филмски фестивал је укинут, а после 4 године установљен је Међународни филмски фестивал „Фаџр“, као манифестација која се одржава истовремено са прославом годишњице револуције под називом „Десет дана Фаџра“ (Дах-е Фаџр - دهه فجر).
Први Међународни филмски фестивал „Фаџр“ одржан је од 1. до 11. фебруара 1983. године под руководством Хосеин Вахшурија.
До 1996. године Међународни филмски фестивал „Фаџр“ одржаван је само у категорији домаћих филмских остварења. Од 1996. године поред домаће категорије уведена је и међународна, те су на фестивалу почели да учествују и филмови из читавог света. Учесници фестивала надмећу се за главну награду под називом „Кристални симорг“, поред које се додељују и почасне дипломе и златне плакете. Последњих година, осим играних филмова, у домаћој конкуренцији су додате и категорије документарног филма, краткометражног филма, рекламе и информативног програма. На почетку сваког фестивала одаје се почаст једном истакнутом уметнику, а на крају манифестације осим званичних додељује се и награде за најбољи филм по мишљењу публике. 
Од 2015. године домаћи и међународни програм су раздвојени, и одржавају се као посебне манифестације у различитим терминима.

## Категорије фестивала
Међународни филмски фестивал „Фаџр“ одржава се у два одвојена програма – домаћем и међународном. Они се даље деле на посебне категорије.
- Програм „Иранска кинематографија“

1. Дух симорга (ирански играни филм)
2. Нови поглед (дебитантски филм)
3. Кинематографија истине (документарни филм)
4. Уметности и искуство (прво искуство)
5. Анимација (ова категорија је уведена од 2015. године)

- Програм „Светска кинематографија“

1. Светска панорама
2. Кинематографија блаженства
3. Фестивал фестивала
4. Специјалне пројекције
5. Панорама Оријента

## Награде
Од петог по реду Међународног филмског фестивала „Фаџр“ победницима фестивала додељивана је Златна плакета. Почевши од седмог фестивала, у циљу указивања на озбиљност манифестације, уведена је награда „Кристални симорг“, која се и дан-данас додељује најбољим остварењима. Такође се додељује и почасна диплома фестивала.

## Међународни програм
Међународни програм Међународног филмског фестивала „Фаџр“ одржава се одвојено од домаћег програма, такође у пет категорија. Поред „Кристалног симорга“ који се додељује најбољем остварењу фестивала, у осталим категоријама се додељује и награда „Сребрни симорг“. Ту су још и награде „Мохамад Амин“, „Бин Ал-Музхаб“ и друге.

### Гости фестивала
Током низа година у међународној секцији фестивала учешћа су узели и на фестивалу гостовали бројни великани светске кинематографије, попут Волкера Шлендорфа, Косте Гавраса, Персија Адлона, Пола Кокса, Хелме Сандерс-Брамс, Елије Сулејмана, Франческа Росија, Кшиштофа Занусија, Роберта Чатофа, Бруса Бересфорда, Агњешке Холанд, Шајама Бенгала, Беле Тара, Јана Троела, Андреја Звјагинцева, Рустама Ибрагимбекова, Теа Ангелопулоса, Марија Моничелија, Нурија Џејлана, Мустафе Акада, Лорена Кантета, Семиха Капланоглуа, Даријуша Конџија, Оливера Стоуна и других.

## Повезани фестивали
- Међународни музички фестивал Фаџр
- Међународни позоришни фестивал Фаџр